# Zaszków (rejon żółkiewski)
Zaszków (ukr. Зашків) – wieś na Ukrainie w rejonie lwowskim (wcześniej w rejonie żółkiewskim) obwodu lwowskiego, siedziba wiejskiej rady.
Znajduje się tu przystanek kolejowy Zaszków, położony na linii Lwów – Rawa Ruska – Hrebenne. 
W II Rzeczypospolitej wieś w powiecie lwowskim województwa lwowskiego. W 1942 Ukraińska Policja Pomocnicza wywiozła wszystkich tutejszych Żydów do getta, gdzie zginęli. W latach 1943–1945 nacjonaliści ukraińscy z OUN-UPA zamordowali tutaj 9 Polaków.
Pod okupacją niemiecką w Polsce siedziba wiejskiej gminy Zaszków. 

## Urodzeni
- Jewhen Konowalec – ukraiński działacz nacjonalistyczny, przewodniczący Organizacji Ukraińskich Nacjonalistów (OUN). We wsi znajduje się muzeum poświęcone jego postaci.